# Adriaen van Salm

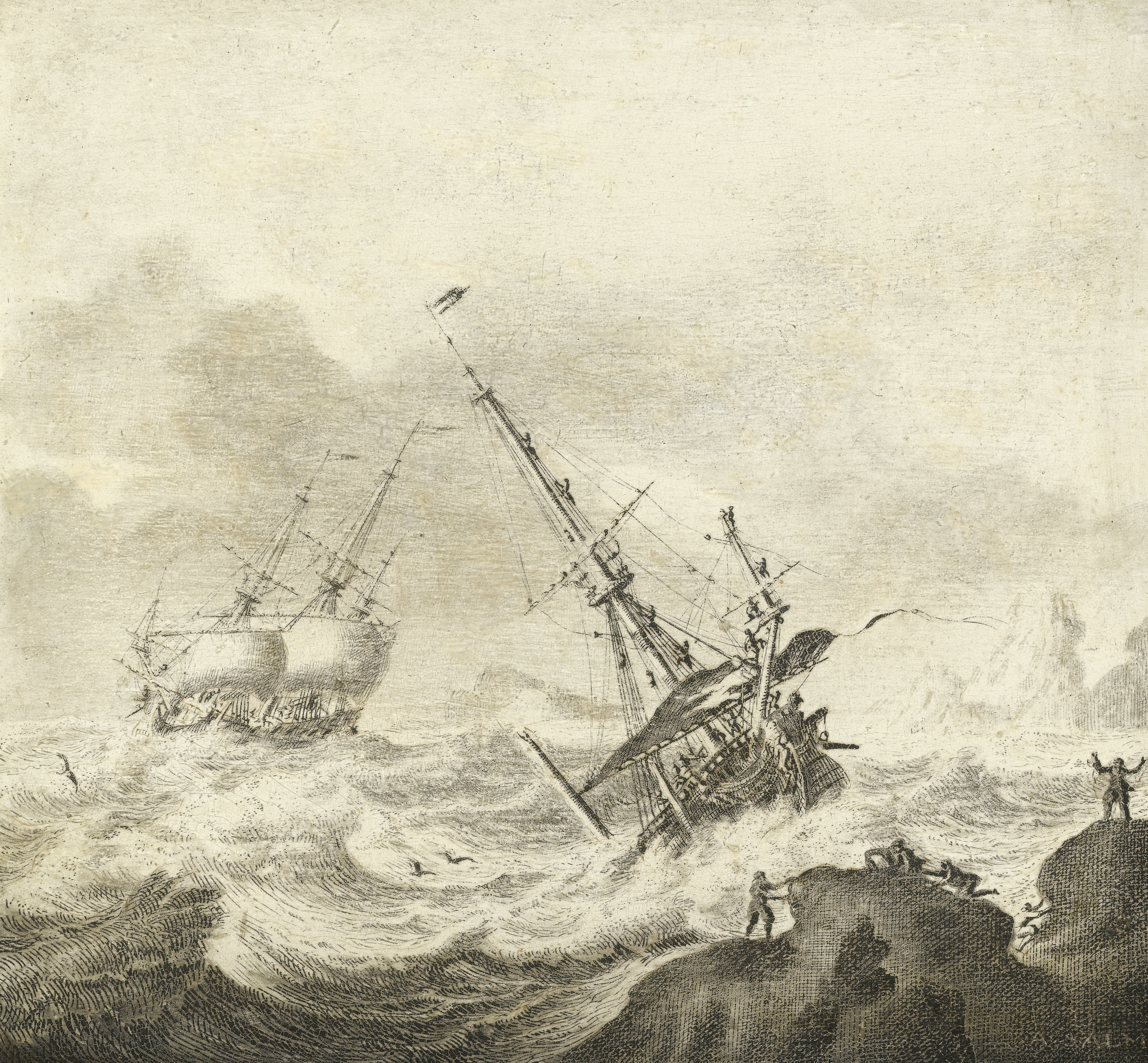
Schepen op een stormachtige zee

Adriaen van (der) Salm (Delfshaven, ca. 1660 - aldaar, 1720) was een Nederlands tekenaar en kunstschilder. Hij vervaardigde voornamelijk marines en maakte daarbij gebruik van de arbeidsintensieve techniek van het penschilderen. Hierbij werd met een pen Oost-Indische inkt aangebracht op een vooraf bewerkt doek of paneel.
Adriaen van Salm werd in 1706 als tekenaar lid van het Delftse Sint-Lucasgilde. Het Dordrechts Museum vermeldt verder als bijzonderheid dat de kunstenaar tevens schoolmeester was en later handelaar in stoffen.
Van Salm was de vader en leermeester van de kunstenaar Roelof van Salm, die dezelfde techniek hanteerde en evenals zijn vader vooral schepen en zeeslagen afbeeldde.